# Robotica biomedica
La robotica biomedica è una branca della robotica che si occupa della progettazione e dello sviluppo di robot e strumenti robotici da utilizzare in ambito sanitario. La robotica biomedica è un campo di ricerca multidisciplinare in cui confluiscono robotica, medicina, informatica.

## Campi di utilizzo
La diffusione della robotica in ambito medico è iniziata negli anni novanta con lo sviluppo di sistemi robotici per la chirurgia, la diagnosi, la riabilitazione, la prostetica, l'assistenza e il lancio dei primi prodotti sul mercato.

### Chirurgia robotica
Include la chirurgia effettuata grazie a dispositivi robotici, che usano una piattaforma chirurgica in grado di riprodurre i movimenti della mano umana nel campo operatorio.
In particolare in ambito chirurgico si sono ottenuti i seguenti vantaggi:
1. ampliamento delle capacità dell'operatore: il comando degli strumenti con semplici movimenti della mano consente al chirurgo di superare i limiti delle tecniche tradizionali.
2. eliminazione dei tremori fisiologici delle mani del chirurgo grazie all'uso di strumentazioni robotiche collegate alla consolle di comando.
3. maggiore velocità nelle operazioni, diminuzione dell'invasività degli interventi e aumento della precisione.
4. visualizzazione 3D in alta definizione mostrata nella consolle del chirurgo.
5. maggiore comfort del chirurgo durante l'operazione grazie all'ergonomia dei dispositivi.[2]

### Diagnosi
Include sistemi robotici che permettono sia di esplorare parti del corpo umano difficilmente accessibili in altro modo, sia di ridurre l'invasività dell'intervento diagnostico così da alleviare il disagio fisico e psicologico del paziente.
Nella diagnosi robotica, con l'aiuto di uno strumento robotico semiautonomo il medico può fare a meno di eseguire controlli che comportino la ripetizione di movimenti per un lungo periodo, l'assunzione di posizioni scomode e l'uso di sonde poco maneggevoli.

### Robotica riabilitativa
Include i sistemi di supporto a terapie riabilitative. Un sistema robotico riabilitativo è in grado di intensificare le ore di trattamento, di misurare le performance del paziente dopo una seduta o un periodo di sedute con misure oggettive. Il trattamento con il robot può essere personalizzato sulla base delle caratteristiche del paziente. L'utilità terapeutica dei robot è legata anche alla possibilità di costruire sistemi robotici sempre più leggeri e in grado di adattarsi in maniera sempre migliore ai movimenti dell'utente.
La robotica viene usata anche nella riabilitazione cognitiva, soprattutto verso pazienti con autismo. Lo scopo è quello di costruire  interfacce semplici e intuitive, inclusi dispositivi per la simulazione di espressioni facciali, con l'obiettivo di stimolare il soggetto a interagire e comunicare le proprie emozioni.

### Prostetica
Nel campo della prostetica la robotica biomedica ha portato vantaggi nell'interazione tra il soggetto e il dispositivo robotico e allo sviluppo di diversi tipi di interfacce invasive e non invasive. La connessione diretta con il sistema nervoso, in particolare, fa percepire al soggetto il dispositivo robotico non come un corpo esterno, ma come parte integrante di sé stesso.
La robotica prostetica include le interfacce cervello-computer (ICC). Le ICC sono considerate di ingresso se forniscono segnali che conducono al sistema nervoso, sono considerate di uscita se il segnale prodotto dal sistema nervoso dell'utente viene utilizzato con l'obiettivo di controllare un sistema informatico o robotico. In generale, i sistemi prostetici si collegano a manipolatori robotici, carrozzelle robotiche e programmi di videoscrittura, consentendo di ricavare un intento dell'utente in base all'analisi dei correlati neurali delle sue attività di pensiero e provvedendo poi a pianificare ogni passo ed eseguire l'azione corrispondente.

### Assistenza
Include robot in grado di aiutare persone anziane o diversamente abili a svolgere le operazioni di vita quotidiana, e in generale dispositivi dotati di un grado di autonomia sufficiente per operare in contesti domestici senza l'intervento tecnico di terzi.
I sistemi robotici per l'assistenza personale possono permettere al soggetto anziano o diversamente abile di rendersi autonomo nell'esecuzione di compiti di carattere quotidiano, risparmiando al contempo le spese legate all'assistenza di un operatore umano.

## Problemi
I problemi della robotica biomedica sono legati a questioni etiche, giuridiche ed economiche.
La chirurgia robotica crea problemi legati al costo del sistema, sia inizialmente per il robot e la strumentazione, sia per la manutenzione del sistema stesso. Inoltre per manovrare il robot occorrono competenze molto elevate da parte del chirurgo, da acquisire attraverso una specifica formazione. Altri svantaggi sono collegati all'esigua capacità di prevedere e controllare completamente alcuni sistemi robotici da parte di progettisti e operatori; questo porta a problemi di attribuzione di responsabilità morale e oggettiva.
Le problematiche della diagnosi sono molto simili in quanto includono l'autonomia del medico e la controllabilità dell'apparato diagnostico, i costi e l'utilizzazione equa delle tecnologie avanzate, i rischi derivanti dalla diagnosi a distanza e le questioni legali connesse.
Le tecnologie robotiche riabilitative implicano problemi  riguardanti i costi legati all'acquisto, all'installazione, alla manutenzione e al monitoraggio di queste tecnologie. È necessario valutare l'accettabilità di questi sistemi da parte dei pazienti e analizzare le possibili conseguenze della loro introduzione sull'occupazione in ambito lavorativo, in relazione sia alla trasformazione dei compiti lavorativi sia a un'eventuale riduzione degli addetti alle terapie riabilitative.
La robotica prostetica solleva questioni relative ai costi, come per gli altri settori della robotica medica, ma soprattutto problemi di giustizia. Infatti in questo settore emergono problemi di autonomia e di responsabilità, poiché il recupero di funzioni motorie proprie della vita quotidiana è legato a un trasferimento parziale del controllo dell'azione dall'uomo alla macchina.
Nell'assistenza, l'accettabilità delle tecnologie robotiche da parte dei pazienti varia a seconda del settore, con picchi positivi nella fisioterapia riabilitativa e maggiori difficoltà di carattere psicologico legate all'interazione uomo-macchina nella prostetica o nella robotica di assistenza. L'accettabilità del robot è determinata anche dalle caratteristiche dell'interfaccia di comunicazione, che deve essere semplice e intuitiva e deve permettere anche a utenti dotati di limitate capacità fisiche e cognitive di ottenere il risultato desiderato. I criteri che determinano l'accettabilità dei robot variano in riferimento alla cultura e alla società del paziente. Un problema considerevole in relazione ai robot per l'assistenza personale è quello dell'autonomia del sistema, ossia della possibilità di realizzare robot in grado di interagire con l'utente senza la mediazione o il supporto del personale tecnico.

## Sviluppo e ricerca
La robotica biomedica è un settore in sviluppo, con diverse aree in cui è attiva la ricerca.
- Chirurgia: la nanotecnologia è uno dei campi di ricerca della chirurgia robotica, che si propone di costruire robot di dimensioni estremamente ridotte in grado di effettuare interventi a livello cellulare. Un altro settore di ricerca della chirurgia robotica è la realtà virtuale, che permetterà al chirurgo di indossare un visore speciale di realtà aumentata, che consentirà di aggiungere informazioni essenziali sul paziente e guiderà il medico durante l'intervento senza ricorrere a un monitor esterno.

- Diagnosi: si punta allo sviluppo di tecnologie per il controllo a distanza della strumentazione utilizzata durante l'intervento diagnostico e l'analisi dei dati diagnosticati, che potrebbero essere effettuati in tempo reale da un medico situato a grande distanza dalla clinica in cui si trova il paziente.[1]

- Riabilitazione: la ricerca in campo riabilitativo si propone di costruire strumenti atti a effettuare riabilitazioni a distanza e dispositivi riabilitativi sempre più autonomi.[1]

- Prostetica: lo sviluppo prostetico è incentrato  sul miglioramento del controllo e il funzionamento di protesi mediante comandi che determinano il movimento simultaneo e coordinato del dispositivo. Inoltre punta a ottenere protesi robotizzate leggere e facilmente indossabili, ma allo stesso tempo robuste, con capacità di sostentamento durature.[1]

- Assistenza: le ricerche condotte nel settore del controllo robotico puntano a sviluppare robot dotati di un certo livello di autonomia nell'esecuzione di compiti motori in ambienti realistici.[1]